# Ainsi vont les filles
Ainsi vont les filles (A Daughter's a Daughter) est un roman de Mary Westmacott, pseudonyme d'Agatha Christie, publié en 1952 au Royaume-Uni. En France, il est publié en 1953 chez Robert Laffont, traduit par Anne-Marie Soulac. C'est le cinquième des six romans d'Agatha Christie publiés sous le pseudonyme de Mary Westmacott. 
Le récit constituant cette œuvre de la romancière britannique est à l'origine écrit sous forme pièce de théâtre dans les années 1930.

## Résumé
Ann Prentice tombe amoureuse de Richard Caulfield et espère une nouvelle vie. Seule sa fille, Sarah, semble ne pas partager son bonheur et ressent une certaine aversion à son égard, nourrie de jalousie. Alors que ce ressentiment ronge lentement leur relation, chacun.e cherche du réconfort auprès de la formidable et reconnaissante Dame Laura Whitstable, qui remarque : « le problème avec le sacrifice, c'est qu'une fois qu'il est fait, ce n'est pas fini. »

## Personnages
- Edith : femme de 55 ans, solide.
- Ann Prentice : femme de 39 ans, délicate.
- Richard Cauldfield : homme de 45 ans, maladroit.
- Dame Laura Whitstable : femme de 60 ans, bourgeoise.
- Sarah Prentice : femme de 20 ans, séduisante.
- Jerry Lloyd : homme de 20 ans, charmant.
- Lawrence Steene : homme de 35 ans, dépravé.
- Doris Cauldfield : femme de 30 ans, convenue.

## Historique de l'œuvre
Dans les années 1930, Agatha Christie écrit cette histoire sous forme de pièce de théâtre. Cependant, elle ne la publie qu'en 1952 sous forme de roman. 
Après sa publication, Agatha Christie veut en tirer une pièce de théâtre et réussit à convaincre Peter Saunders, producteur de plusieurs de ses pièces dont La Souricière, de la produire. Après quelques adaptations afin de moderniser l'intrigue vieille de vingt ans, la première a lieu le 9 juillet 1956 au Theatre Royal (en) de Bath. Il y a seulement huit représentations réparties sur une semaine. La pièce est présentée comme celle de Mary Westmacott, mais depuis 1946 il est connu que c'est le pseudonyme d'Agatha Christie. La pièce attire donc beaucoup de monde.
La pièce n'est donné en représentation dans le West End de Londres qu'en 2009. Elle est produite par Bill Kenwright et met en scène Jenny Seagrove et Honeysuckle Weeks.

## Éditions et adaptations

### Éditions du roman
- (en) A Daughter's a Daughter, Londres, William Heinemann Ltd, 1952
- (en) A Daughter's a Daughter, New York, Dell Books, 1963
- Ainsi vont les filles  (trad. Anne-Marie Las Vergnas), Paris, Éditions Robert Laffont, coll. « Pavillons », 1953, 249 p. (BNF 31945424)

### Adaptations de la pièce de théâtre
- 9 juillet 1956 : création au Theatre Royal (en) de Bath, par Mary Westmacott et produite par Peter Saunders.
- 2009 : représentation dans le West End de Londres, mise en scène Jenny Seagrove et Honeysuckle Weeks et produite par Bill Kenwright.